# (R)-لیمونن ۶-مونواکسیژناز
در آنزیم‌شناسی، یک (R)-لیمونن ۶-مونواکسیژناز (عدد گروه آنزیم 1.14.13.80) آنزیمی است که واکنش شیمیایی زیر را کاتالیز می‌کند.
(+)-(R)-لیمونن + NADPH ++H + O۲ {\displaystyle \rightleftharpoons } (+)-ترانس-کاروول + NADP+ + H۲O
۴ سوبسترای این آنزیم عبارتند از (+)-(R)-لیمونن، NADPH، H + و O۲، در حالی که ۳ محصول آن عبارتند از (+)-ترانس-کاروویل، NADP+ و H۲O.